# 达洛尔火山
达洛尔火山是埃塞俄比亚阿法尔州的一座火山渣锥，位于埃塔阿雷山脉东北部的达纳基勒洼地。达洛尔火山海拔为负48米，是世界上海拔最低的火山口。

## 图集

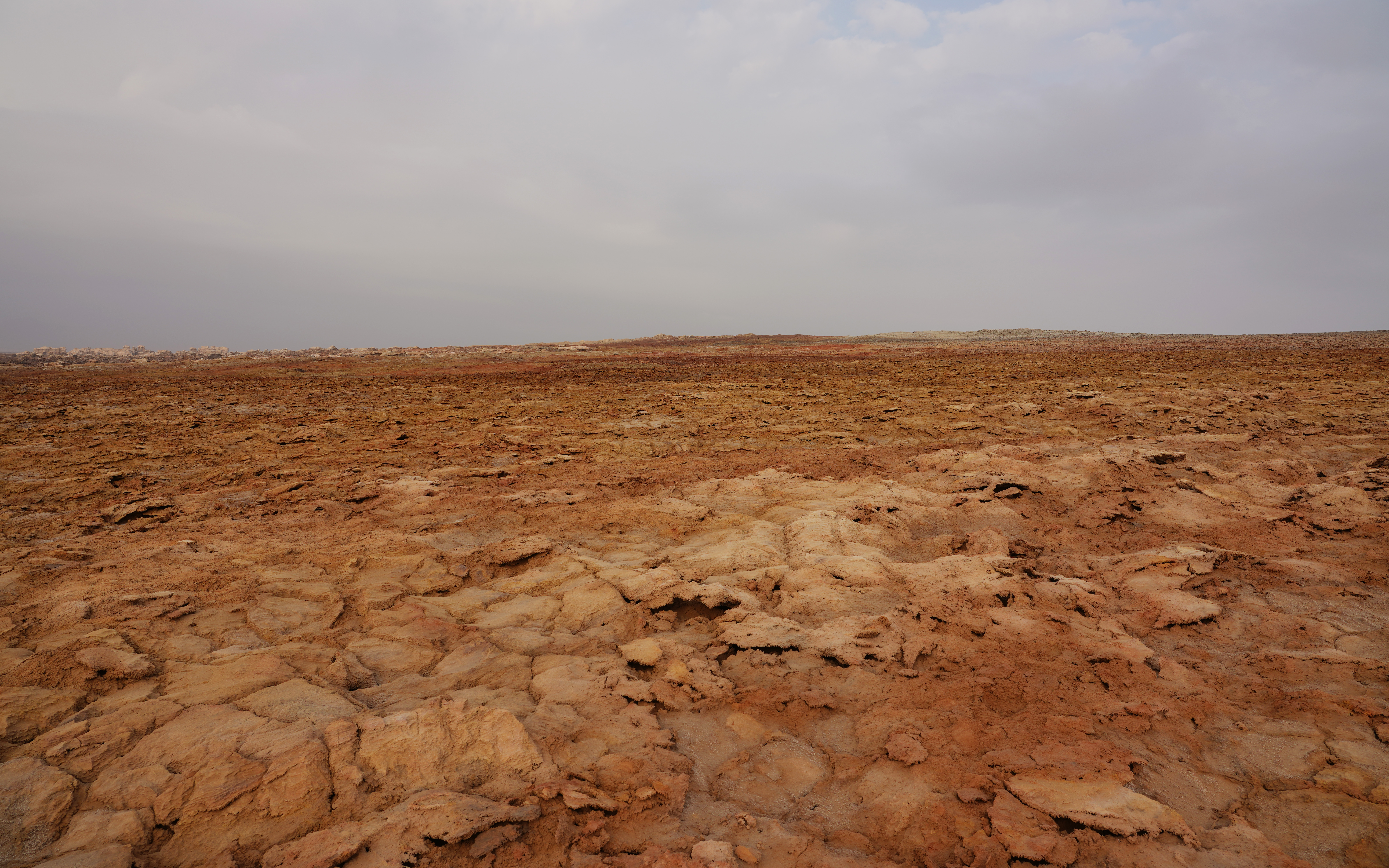
达纳基勒沙漠
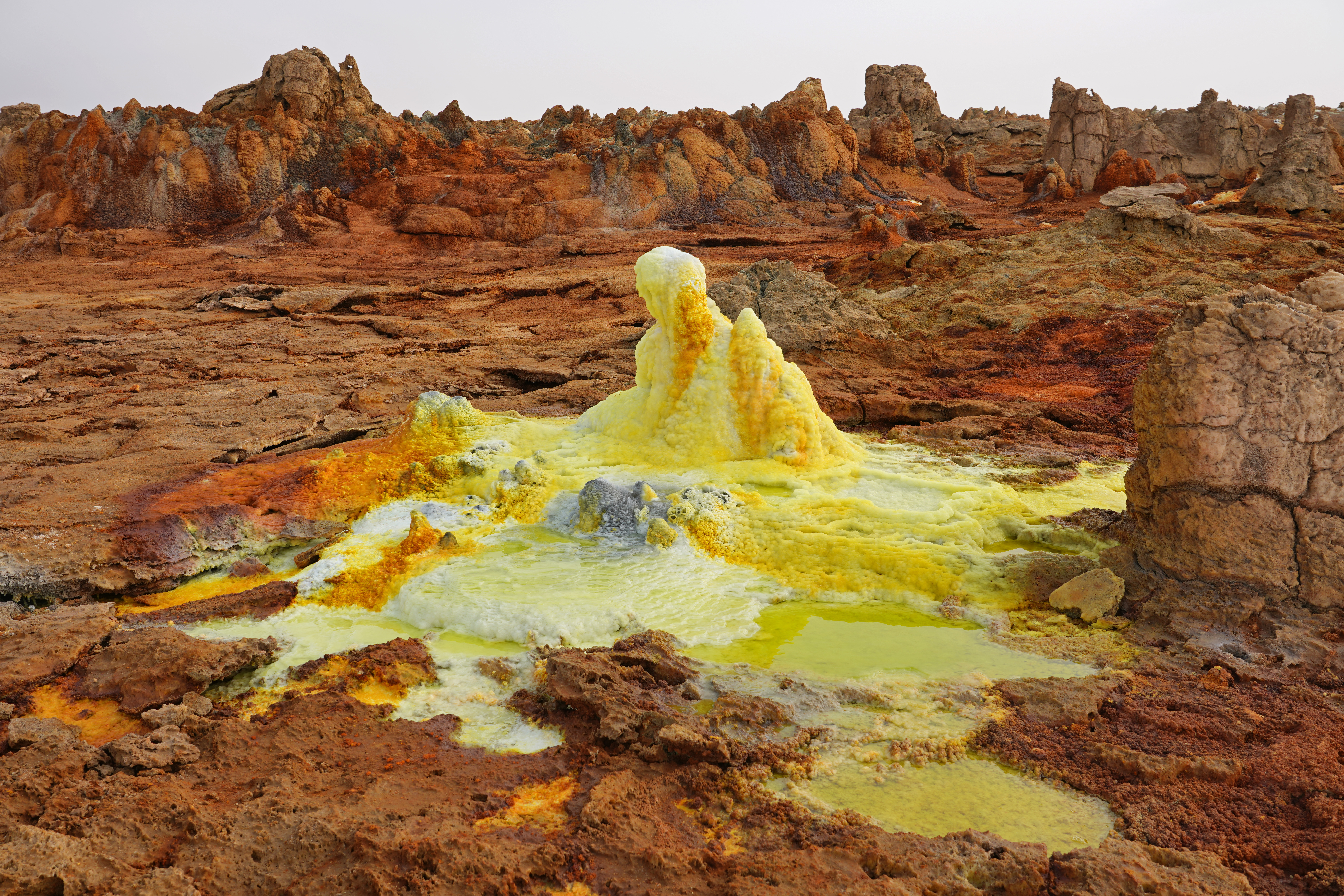
硫磺和盐分
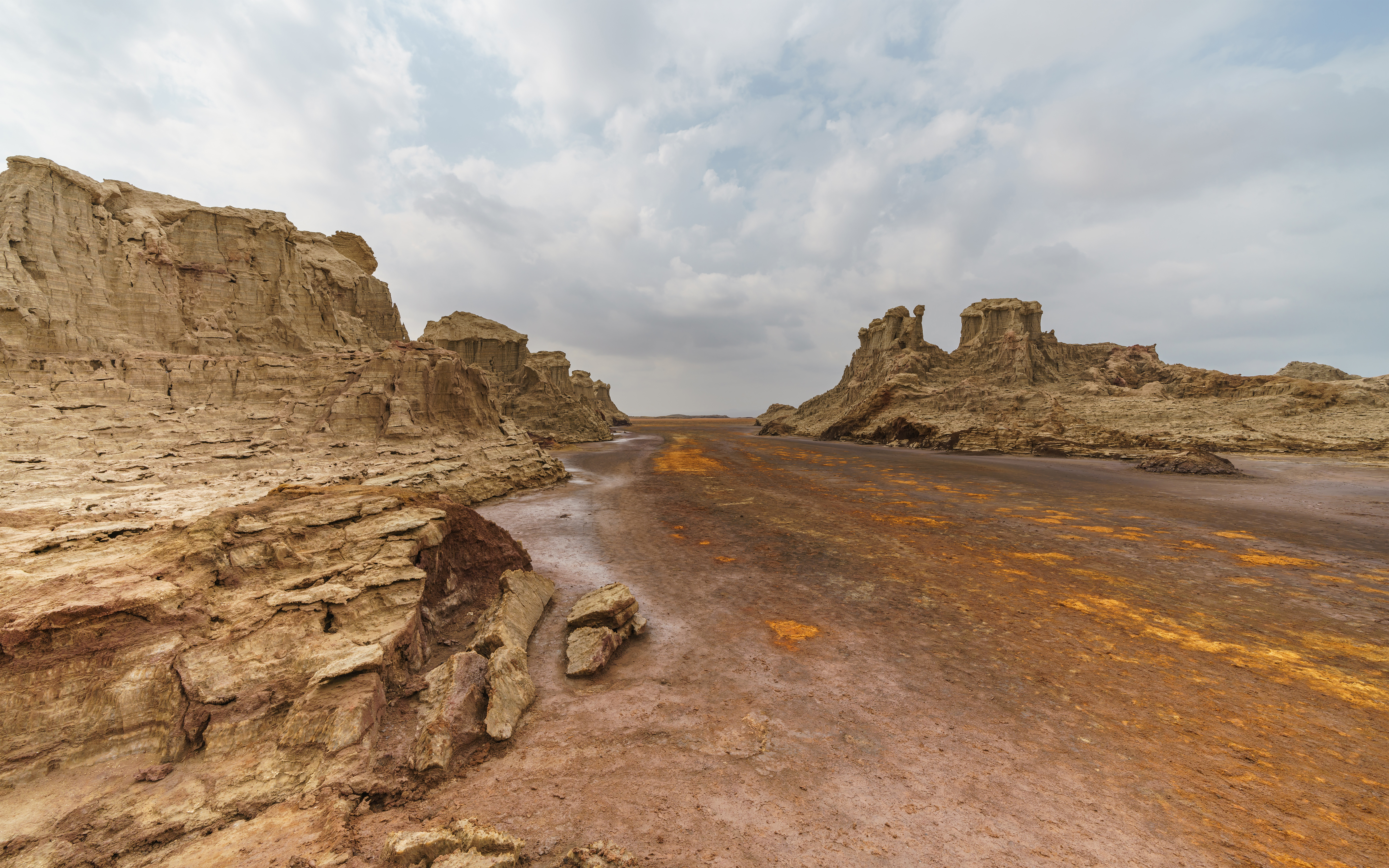
火山附近的峡谷
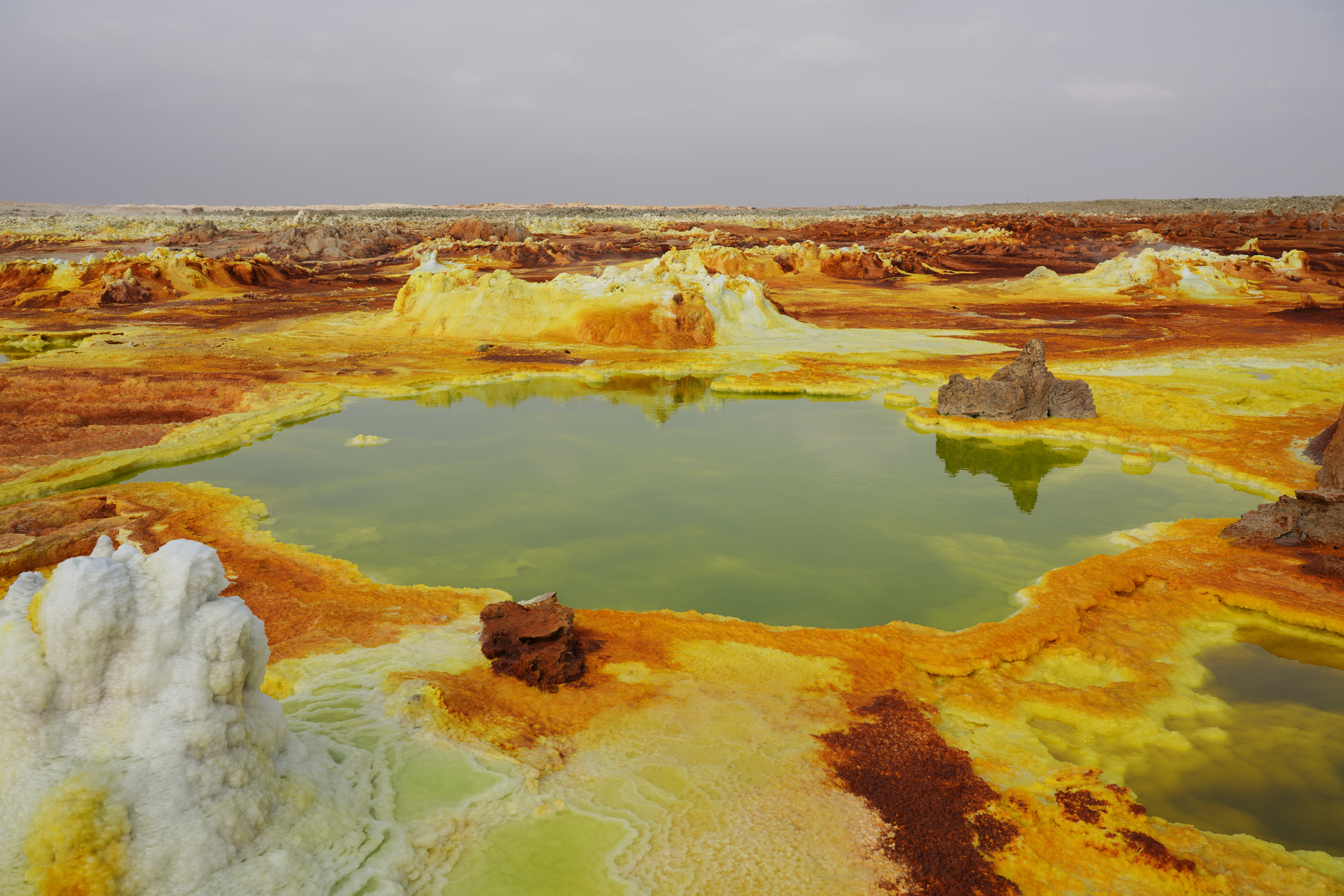
火山口内的硫磺池
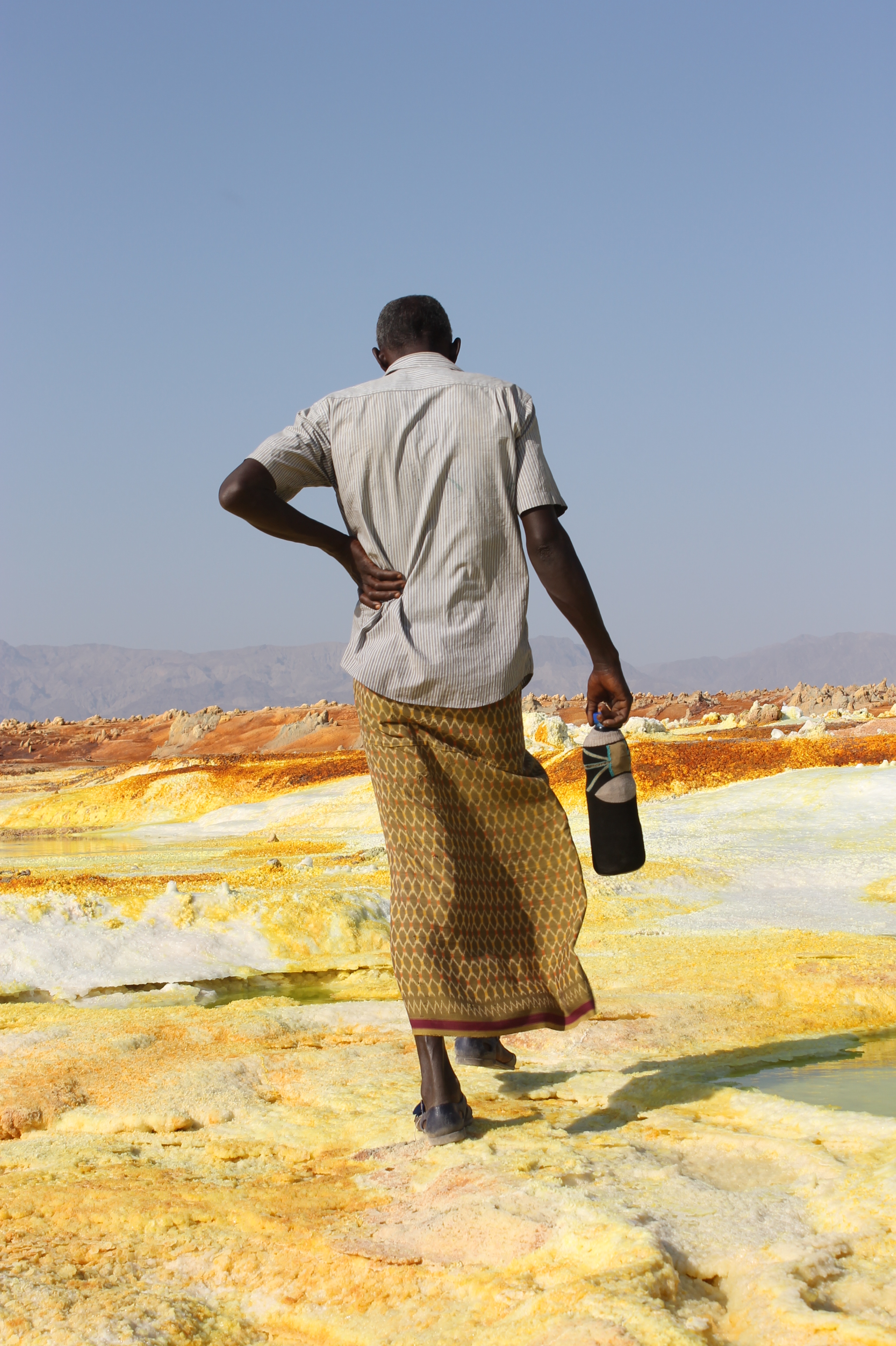
站在硫磺上的当地向导